# Jemma Redgrave
Pour les articles homonymes, voir Redgrave.
Jemima Rebecca Redgrave dite Jemma Redgrave, née le 14 janvier 1965 à Londres, est une actrice britannique. Elle est membre de la famille Redgrave.

## Biographie
Jemma Redgrave est née à Londres en janvier 1965. Elle est la fille de l'acteur Corin Redgrave et de sa première épouse, Deirdre Hamilton-Hill, un ancien mannequin de mode. Ils divorcent lorsque Jemma a neuf ans. Elle s'inscrit à la London Academy of Music and Dramatic Art à l'âge de 18 ans.
Après l'obtention de son diplôme, Jemma Redgrave décroche une succession de rôles de premier plan sur la scène théâtrale à Londres. Puis à New York et aux Etats-Unis. En 2010, elle joue ainsi au Public Theater de New York dans The Great Game : Afghanistan, sur une durée de sept heures de jeu sur scène .
Elle apparaît aussi dans de nombreux rôles au cinéma, et ce à partir de 1988 (dans Dream Demon, un rôle qui lui vaut un prix d’interprétation féminine au festival du film fantastique de Paris en 1989). Elle joue aussi dans des téléfilms de la télévision britannique. En 2012, Redgrave interprète notamment le rôle de Kate Stewart, la fille du Brigadier, dans une série télévisée, Doctor Who, un programme de science-fiction de longue durée. Redgrave reprend le rôle dans l'émission spéciale du cinquantième anniversaire The Day of the Doctor" (2013), qui est diffusée en simultané à la télévision et dans les cinémas du monde entier dans 94 pays.

## Filmographie

### Cinéma
- 1992 : Retour à Howards End de James Ivory – Evie Wilcox
- 1994 : La Chance d'Aldo Lado – Emily
- 2016 :  Love and Friendship de Whit Stillman - Lady DeCourcy
- 2024 : The Beekeeper de David Ayer - la présidente des États-Unis Jessica Danforth

### Télévision

#### Téléfilms
- 1998 : Mosley - Cimmy[5]
- 2007 : Mansfield Park d'Iain B. MacDonald (en) – Lady Bertram
- 2008 : Miss Marple : Un meurtre est-il facile ? : Jessie Humbleby (épisode 2, saison 4)
- 2013 : The Five(ish) Doctors Reboot : Elle-même

#### Série télévisée
- depuis 2012 : Doctor Who – Kate Stewart
- Prochainement : The War Between the Land and the Sea – Kate Stewart